# Giorgio Orsini

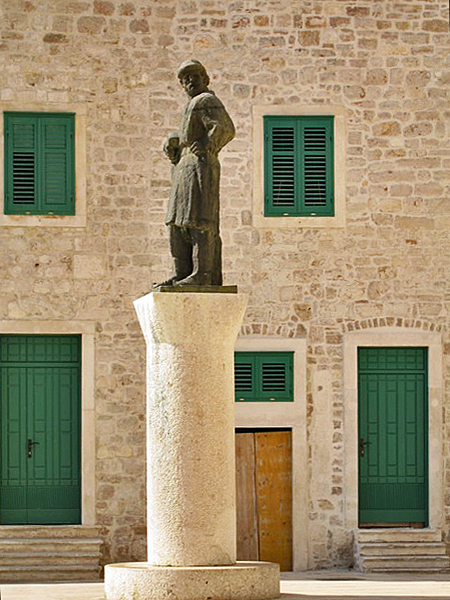
estatua erigida en honor al arquitecto Giorgio Orsini

Giorgio Orsini (Zara, 1410 – Sebenico, 1475) fue un arquitecto, urbanista y escultor dálmata del siglo XV, que desarrolló su carrera principalmente en Sebenico (actual Šibenik, Croacia), en ese entonces parte de la República de Venecia, y en la ciudad de Ancona. Fue uno de los principales exponentes del Renacimiento adriático.
Fue conocido también como Giorgio da Sebenico, Giorgio Dalmático o Georgius Mathaei Dalmaticus, en croata Juraj Matejev Dalmatinac.

## Biografía
Nacido probablemente en la ciudad de Zara (actual Zadar, Croacia), entonces parte de la República de Venecia, emigró a Venecia donde estudió escultura con Giovanni y Bartolomeo Bon, colaborando en la decoración de la Porta della Carta en el Palacio Ducal de Venecia. En esa ciudad casó con Elisabetta Da Monte, hija del carpintero Gregorio da Monte.
En agosto de 1441 se trasladó a Šibenik para construir la catedral de esa ciudad. La obra se extendió hasta 1473. Durante una de las varias interrupciones que sufrió por problemas de fondos y posiblemente un incendio, Giorgio habitó y trabajó en Ancona entre 1451 y 1459. Allí construyó la Loggia dei Mercanti y los portales de las iglesias de San Francesco alle Scale y de San Agustín. 
Fue también el autor del altar de la Catedral de Split, entre 1464 y 1465 ayudó en Dubrovnik a las reparaciones del palacio del Rector de la República de Ragusa y de la fortaleza de Minčeta, contribuyó al proyecto y construcción de los muros de defensa de la Península de Pelješac y al diseño de la ciudad de Pag.
Se cree que murió en Sebenico alrededor del 10 de noviembre de 1475.
Fue conocido también como Giorgio da Sebenico, Giorgio Dalmático o Georgius Mathaei Dalmaticus, en croata Juraj Matejev Dalmatinac.